# Franz Neruda
Franz Neruda (Oostenrijk-Hongarije, Brno, 3 december 1843 – Denemarken, Kopenhagen, 20 maart 1915) was een Tsjechisch/Deens cellist, dirigent en componist.

## Achtergrond
Franz Xaver Victor Neruda was een van de tien kinderen van organist Josef Neruda (1807-1875) en Franzisca Merta (1817-1881). Een oudere broer Viktor (1836-1852) was cellist; zijn zuster Wilma Neruda was een violiste en zij huwde Charles Hallé, spraakmakend muzikant in het Verenigd Koninkrijk. Tot slot was zus Amalie Neruda (1834-1890) pianiste. In 1869 huwde hij ballerina Ludovica Camilla Cetti (1848-1935), dochter van zanger Giovanni Battista Cetti. Zij stopte direct met dansen. Hij scheidde niet veel later. Hij hertrouwde in 1892 met Dagmar Holm, dochter van politicus Christian Holm en Emilie Zøylner. In 1893 werd hij professor. Hij trad in 1878 toe tot de Orde van de Dannebrog, in 1911 tot Dannebrogordenens Hæderstegn en in 1913 kreeg hij de Medaille van Verdienste (Denemarken)

## Muziek
Franz Neruda kreeg zijn eerste lessen van zijn vader, echter eerst op de viool. Na het overlijden van zijn broertje schoof Franz door naar de cello. Hij ging al vlot op concertreizen met zijn familie onder andere naar Rusland en Polen. Tijdens deze reizen maakte hij kennis met cellist Adrien François Servais. In 1861 kwamen er concerten in Zweden (Stockholm) en in 1862 en 1863 Denemarken (Kopenhagen). De familie bleef daar deels plakken aangezien zuster Wilhelmina trouwde met de Zweed Ludvig Norman. In 1864 trad Franz Neruda toe tot het Deense Det Kongelige Kapel. In aanvulling op de orkestpartijen speelde hij ook kamermuziek. Zo speelde hij met Valdemar Tofte, Christian Schiørring en Vilhelm Holm in een strijkkwartet. In 1869 werd hij benoemd tot koninklijk kamermuzikant. Een jaar eerder had hij de Kammermusikforeningen (kamermuziekvereniging) opgericht.  Hij nam functies aan in Londen en Manchester. In 1876 nam hij ontslag uit het orkest; hij vond de partijen te oninteressant.  In 1892 volgde Franz Neruda Niels Gade op als dirigent van het orkest Musikforeningen in Kopenhagen, maar trad ook nog veelvuldig in Stockholm op. Als dirigent werd hij na zijn dood opgevolgd door Carl Nielsen. 
Neruda gaf zelf ook lessen. Hij doceerde aan Conservatorium van Sint-Petersburg als opvolger van Karl Davydov en aan het Det Kongelige Danske Musikkonservatorium.

### Werken
Neruda wist naast zijn drukke muziekbestaan ook nog een aantal nieuwe werken op papier te zetten. Hij schreef ongeveer tachtig inmiddels grotendeels vertegen werken, waarvan noemenswaardig:
- opus 11: Berceuse slave (voor harp of piano met strijkorkest)
- opus 30: Slovakiske marcher (Slowaakse mars)
- opus 40: Concertwerk voor cello en orkest
- opus 42: Aus der Böhmerwald
- opus 43: Ballade voor viool en orkest of piano
- opus 57: Celloconcert nr. 1
- opus 59: Celloconcert nr. 2
- opus 60: Celloconcert nr. 3
- opus 61: Celloconcert nr. 4
- opus 62: Variationer for orgel
- opus 66: Celloconcert nr. 5

Carl Nielsen componeerde in Neruda’s nagedachtenis In memoriam Franz Neruda. Edvard Grieg droeg zijn Twee melodieën voor strijkorkest (opus 53) aan Neruda op.
- Bibsys: 5053858
- Bibliothèque nationale de France: cb14831036z (data)
- CiNii: DA16917400
- Gemeinsame Normdatei: 116940085
- International Standard Name Identifier: 0000 0001 0969 5839
- Library of Congress Control Number: no92014384
- Nationale Bibliotheek van Letland: 000129056
- MusicBrainz: 4ed47763-6e0e-4079-bba5-5f6713c61dc2
- Nationale Bibliotheek van Tsjechië: ola200204594
- Nationale Bibliotheek van Israël: 987007287759205171
- Nationale en Universitaire bibliotheek Zagreb: 000744516
- Nederlandse Thesaurus van Auteursnamen: 298455978
- LIBRIS: 405268
- SNAC: w64f5z92
- Virtual International Authority File: 49490325
- WorldCat: E39PBJwxHRYffypJmvqWpWVKVC